# Indiara
Indiara est une municipalité brésilienne de l'État de Goiás et la microrégion de la Vallée du Rio dos Bois.
Indiara abrite une large production de soja